# Санта-Крус, Андрес де
Андрес де Санта-Крус (исп. Andrés de Santa Cruz; 5 декабря 1792, Ла-Пас, Боливия — 25 сентября 1865, Франция) — южноамериканский политический и военный деятель. Президент Перу в 1827 году, президент Боливии в 1829-1839 годах.

## Ранняя жизнь
Андрес де Санта-Крус родился 5 декабря 1792 года в городе Ла-Пас, который незадолго перед этим был передан от вице-королевства Перу к вице-королевству Ла-Плата. Его отец был испанцем, а мать индианка из знатного рода, впоследствии Санта-Крус утверждал, что через мать он является потомком инкских вождей. Обучение он начал в своём родном городе в женском монастыре, затем обучался в семинарии в городе Куско, но в 1809 году оставил обучение и вернулся в Ла-Пас.

## Военная карьера
После возвращения домой отец устроил его в драгунский полк испанской армии. Принимал участие в защите Верхнего Перу от пытавшихся вторгнуться аргентинских мятежников, одержал три победы, но в результате поражения в одном из сражений оказался в плену и был доставлен в Буэнос-Айрес. Санта-Крус смог перебраться в Рио-де-Жанейро, а затем перебрался в Лиму, в награду за эти кампании он был назначен командующим в регионе Чорриллос.

## Война за независимость Перу
На момент высадки повстанцев на побережье Перу во главе с Хосе де Сан-Мартином Андрес де Санта-Крус командовал милицейским подразделением. Оказывал сопротивление повстанцам, но в одном из сражений, 6 декабря 1820 года, роялисты потерпели поражение, и Санта-Крус попал в плен.
В плену он принял сторону повстанцев и был зачислен в Армию Патриотов, в звании Санта-Крус быстро дорос до полковника, успешно участвовал в сражениях против сторонников испанской короны. Участвовал в восстании 26 февраля с целью давления на конгресс Перу и назначения президентом Хосе де ла Рива Агуэро.
Когда 17 февраля 1821 года Симон Боливар принимал президентство Перу, Андрес де Санта-Крус присоединился к его армии и был назначен начальником штаба перуанского дивизиона. Затем был назначен начальником штаба Армии Патриотов во время освобождения Боливии, в качестве награды за эту компанию получил звание маршала и был назначен префектом в одну из боливийских провинций. После отъезда Боливара в Великую Колумбию Санта-Крус был назначен руководителем исполнительной власти в Перу и оставался им вплоть до падения боливарского режима в Перу 27 января 1827 года. После чего принял пост президента и оставался им до избрания конгрессом 9 июня 1827 года президента Хосе де ла Мара.

## Президент Боливии
Удалённого от власти Санта-Круса назначили послом в Чили, но он был вызван в Боливию, где был назначен президентом. Присягу Санта-Крус принял 24 мая 1829 года. Страну Санта-Крус застал в ужасающем состоянии, раздираемой внутренними противоречиями и очень близкой к банкротству. Предпринятые им меры привели фактически к сохранению Боливии как государства. Им принята конституция страны, а также гражданский кодекс, основанный на Кодексе Наполеона. Была проведена чистка рядов политической элиты страны, фактически уничтожена оппозиция, также была проведена реформа государственного аппарата. В правление Андреса де Санта-Круса была также преобразована армия, приведены в порядок финансы и введена новая валюта.
Авторитарный режим, устроенный Санта-Крусом, принес стабильность в Боливию, в то время как большинство стран в Латинской Америке находились в постоянных волнениях. Кроме того, авторитарный режим послужил основой для главного замысла Санта-Круса: об основании объединённого Перу-боливийского государства.

Санта-Крус с начала правления пытался заручиться поддержкой католической церкви, которую Декретом от 17 июля 1829 года обещал поддерживать. При нём было установлено государственное жалованье священникам и аккредитован при правительстве Боливийско-перуанской конфедерации представитель папы римского.

## Перу-боливийская конфедерация
Следуя своей цели, как президент Боливии для основания Перу-боливийского государства Санта-Крус, пользуясь нестабильностью в Перу, организовал там несколько восстаний. Самая лучшая возможность представилась Санта-Крусу, когда перуанский президент Луис Хосе де Орбегосо обратился к нему за помощью для победы над мятежным военачальником Филипе Сантьяго Салаверри. Санта-Крус нанёс поражение Августину Гамарра 13 августа 1835 года, затем, 4 февраля 1836 года, был побеждён, а затем казнён Филипе Сантьяго Салаверри. При подстрекательстве Санта-Круса были основаны две республики Южного и Северного Перу, которые признали его как Верховного Правителя. Им был созван Конгресс из законодателей республик и Боливии, на котором 1 мая 1837 года была принята новая конституция нового государства Перу-боливийская конфедерация. Под его руководством был подписан договор, объявлявший его Верховным Правителем конфедерации на десять лет.
Наделённый значительными полномочиями Санта-Крус пытался установить в Перу тот же самый тип авторитарного правления, который он установил в Боливии. Он выпустил ряд законов, таких как гражданский кодекс, уголовный кодекс. Провёл реформу сбора налогов, а также ограничил государственные расходы, что привело к значительному росту благосостояния государства в целом. Но идея конфедерации не нашла широкой поддержки среди простого населения, недовольного растворением национальной идентификации. Многие из перуанских политиков — противников идеи конфедерации — были вынуждены уехать в Чили, где они нашли поддержку одного из министров правительства Чили. Совместно ими была собрана военная экспедиция, но они были окружены войсками Санта-Круса и были вынуждены сдаться. Вторая экспедиция оказалась более удачлива и победила Санта-Круса в сражении при Юнгай 20 января 1839 года, что привело к распаду конфедерации.

## Последующая жизнь
После поражения и ухода с поста Верховного Правителя Перу-боливийской конфедерации 20 февраля 1839 года Санта-Крус бежал в Эквадор, откуда пытался организовать заговор с целью вернуться к власти. 13 октября 1843 года он высадился на перуанском побережье с целью проникнуть в Боливию, но был захвачен в плен и выдан чилийским властям, где был заключён под стражу с 1844 по 1846 год. После освобождения из тюрьмы он был назначен президентом Боливии послом в нескольких европейских странах. Участвовал в выборах в президенты Боливии, но проиграл, после некоторого пребывания в Аргентине отправился во Францию, где провёл остаток жизни в Версале. Умер Санта-Крус в местечке Beauvoir недалеко от Нанта 25 сентября 1865 года, ровно сто лет спустя останки старого маршала были перевезены на родину в Боливию, где были перезахоронены в торжественной обстановке около президентского дворца.